# Дунино
Дом-музе́й Михаи́ла При́швина (известен также как Ду́нино) — мемориальный усадебный комплекс в деревне Дунино, в котором с 1946 по 1954 год проживал Михаил Пришвин. Открытие музея в качестве филиала Литературного музея имени Владимира Даля состоялось по инициативе родственников и друзей писателя в 1980 году. В усадьбе полностью восстановлена прижизненная обстановка.

## Усадьба

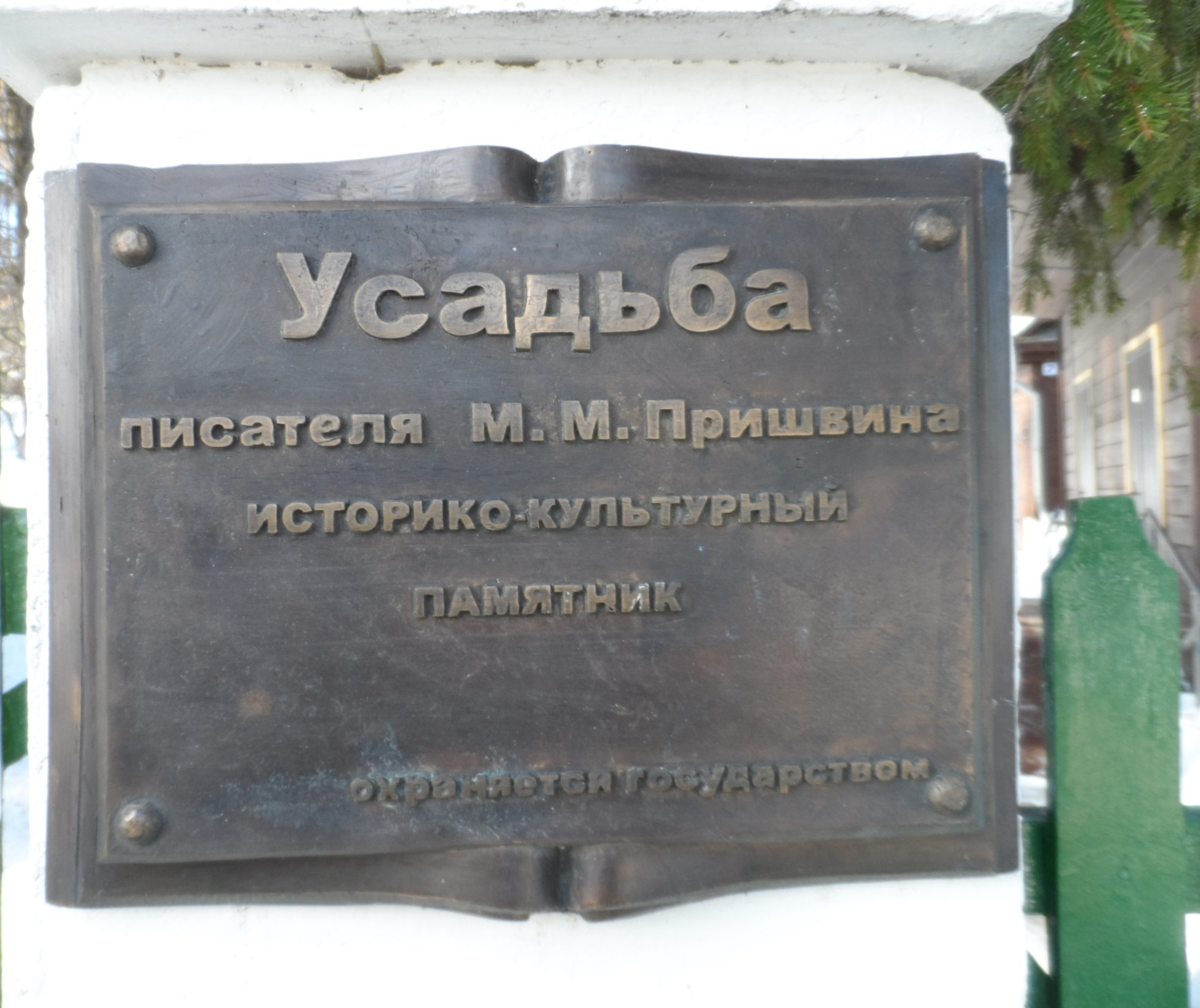
Мемориальная доска писателю, 2018 год

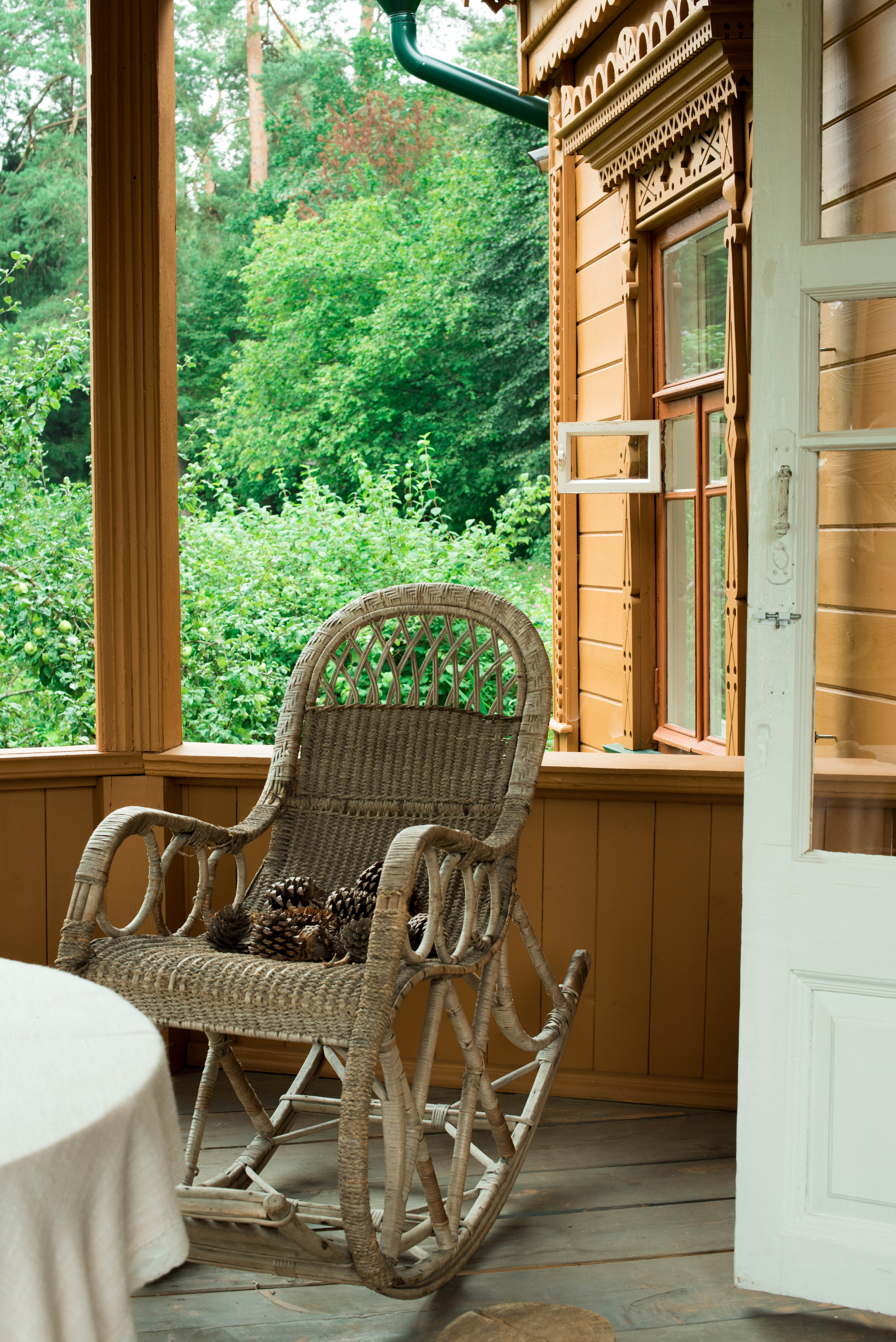
Веранда дома, 2017 год

Дачная застройка на территории Дунина стала появляться в конце XIX века. Место пользовалось популярностью у представителей московской интеллигенции, прозвавших деревню «подмосковной Швейцарией». В Дунине отдыхали скульптор Сергей Конёнков, академик Алексей Бах, участница «Народной воли» Вера Фигнер, художник Пётр Кончаловский и другие.
Усадьба Михаила Пришвина расположена на берегу Москвы-реки, рядом с Дунинским археологическим комплексом, включающим в себя ряд курганов и селищ, относящихся к железному веку. Двухэтажное здание было построено в 1901 году по заказу владельца московской аптеки Р. А. Освальда. По инициативе предпринимателя усадьбу расположили на склоне верхней террасы высокого берега реки, из окон открывался панорамный вид, а фасад был обращён к деревенской улице. Планировка здания соответствовала типичной дачной архитектуре начала XX века: на первом кирпичном этаже располагались две жилые комнаты, столовая и подвал, на втором деревянном — передняя, кухня и три комнаты. К дому примыкала крытая железом восьмиугольная двухэтажная терраса, а рядом находились деревянные сени. Позднее дом был продан семье Критских, проживавших в Дунине до начала Великой Отечественной войны.
Территория усадьбы состоит из двух автономных частей, образующих единый архитектурный комплекс. В одной из них находятся главный корпус усадьбы, гостевой домик, а также сад и липовая аллея. В другой части располагается еловая аллея, рядом с которой могила Джали — последней собаки Пришвина. В пристройке к гостевому дому находится гараж, где экспонируется машина Пришвина «москвич-401».
С началом боевых действий рядом с деревней проходила линия обороны Москвы, из-за чего в здании расположили военный госпиталь. К 1945 году дом из-за частых артиллерейских обстрелов пришёл в полуаварийное состояние, а веранда была полностью уничтожена. В 1946 году Михаил Пришвин отдыхал в расположенном поблизости санатории «Поречье» и, по предложению жены Валерии Дмитриевны, посетил Дунино. Пришвинам приглянулась видовая усадьба и они приобрели остатки дома у его хозяйки. В течение последующего года в здании проводились масштабные ремонтные работы, после окончания которых Пришвин переехал в усадьбу вместе с супругой.
Стены, с которых уже стала исчезать обшивка, зияющий дырами фундамент, висевшая в воздухе веранда почти без пола и опорных столбов. Сожжённые перегородки, частично двери, полы и потолки. Проёмы окон уже без рам. Крыша во многих местах содрана кем-то. Победоносно и нерушимо возвышалась лишь печь, умно придуманная для быстрого обогрева всего дома.Валерия Пришвина о приобретённом доме
В этом доме Пришвина часто навещали физик Пётр Капица, дирижёр Евгений Мравинский, пианистка Мария Юдина, дунинские дачники.

## Музей
После смерти писателя в 1954 году в доме был создан мемориальный музей на общественных началах. Валерия Пришвина осталась проживать в усадьбе, в ней она принимала гостей, проводила экскурсии, а также работала над подготовкой к печати неизданных работ Михаила Михайловича: «Повесть нашего времени», «Осударева дорога», «Корабельная чаща», книг «Незабудки» и «Сказка о правде», неопубликованных дневников писателя.
Перед своей смертью в 1979 году Валерия Пришвина завещала дом государству, а в 1980 году музей получил официальный статус и вошёл в состав Государственного литературного музея. Первым директором была назначена Лилия Рязанова, возглавлявшая музей в течение 40 лет, под началом которой в 1991 году началось издание дневников Пришвина. К декабрю 2017 года вышли все восемнадцать томов, охватывающих период с 1905 по 1954 год.
В 2020 году новым директором музея стала Яна Зиновьевна Гришина (скончалась 9 марта 2025 г.).
Мемориальная часть экспозиции состоит из бывших жилых комнат: столовой с выходом на веранду, комнаты Валерии Дмитриевны, которую Пришвин в шутку называл «денщицкой», кабинета писателя. В доме сохранена типичная обстановка послевоенного деревенского дома, со всеми деталями быта.
В 2025 году заведующей домом-музеем Пришвина назначена Ирина Владимировна Камышникова.

## Современность
В начале XXI века на территории Дунина воздвигли храм Архангела Михаила, а выше по реке — часовню с крестильной купелью и мемориальным крестом. Также исторический волонтёрский отряд «Китежъ» восстановил линию укреплений советских войск 1940-х годов.
К 2015 году в усадьбе была завершена масштабная реставрация, в ходе которой восстановили деревянную веранду, утерянную во время войны, а спустя год при музее начала работать экспозиция «Гараж», для посещения открыли личный автомобиль писателя.

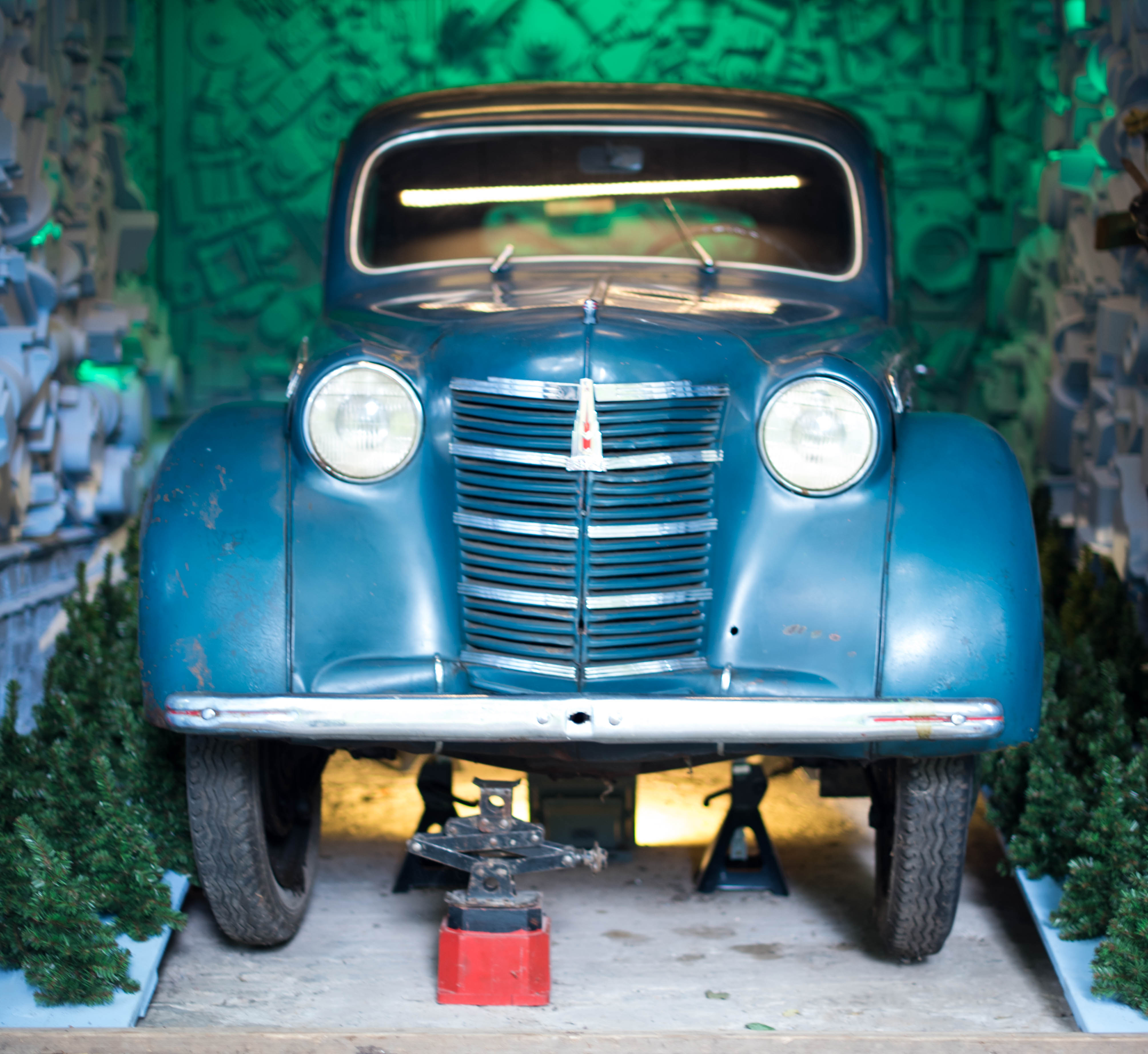
Машина Михаила Пришвина, 2017 год
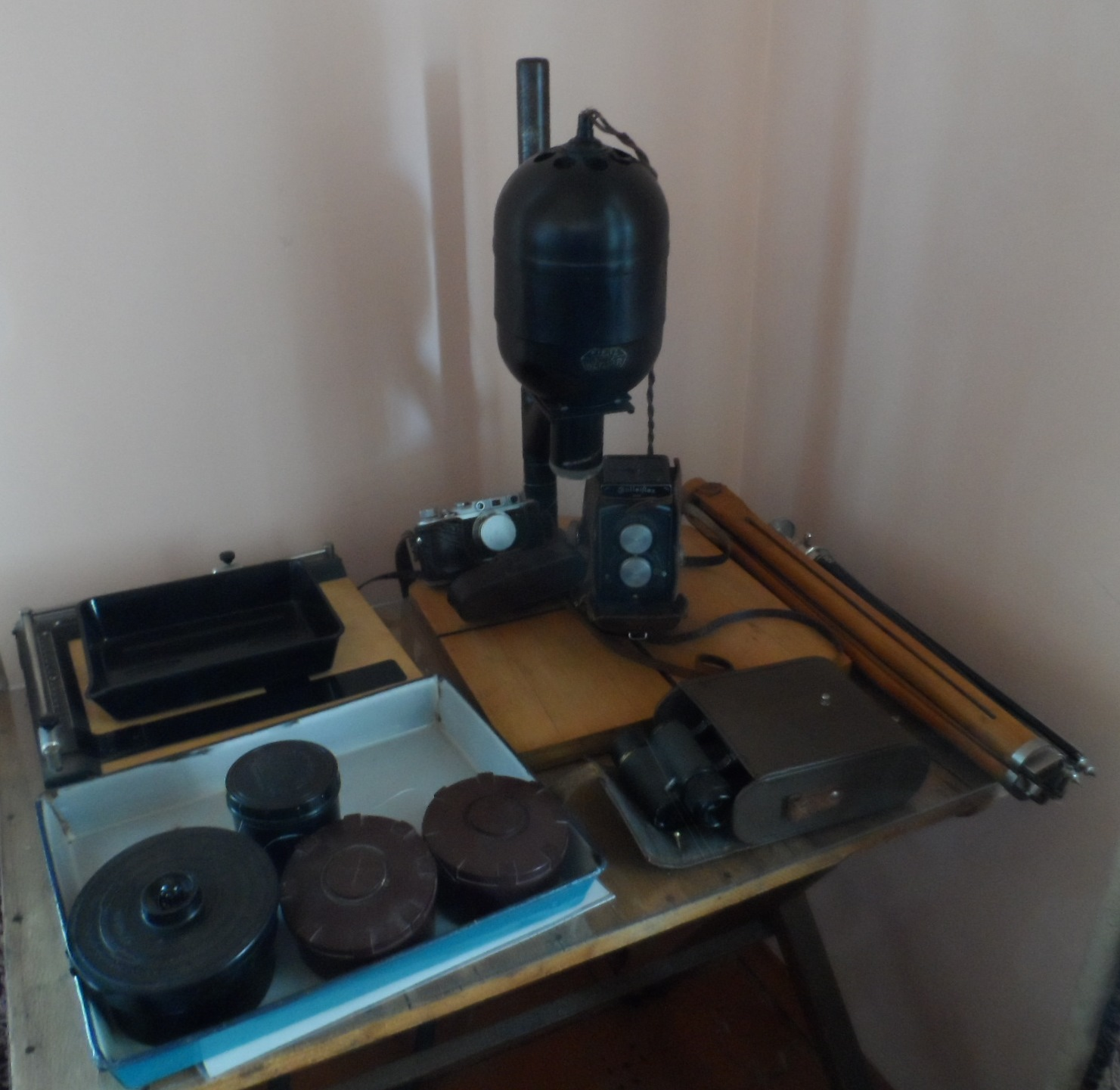
Фотопринадлежности Михаила Пришвина, 2018 год
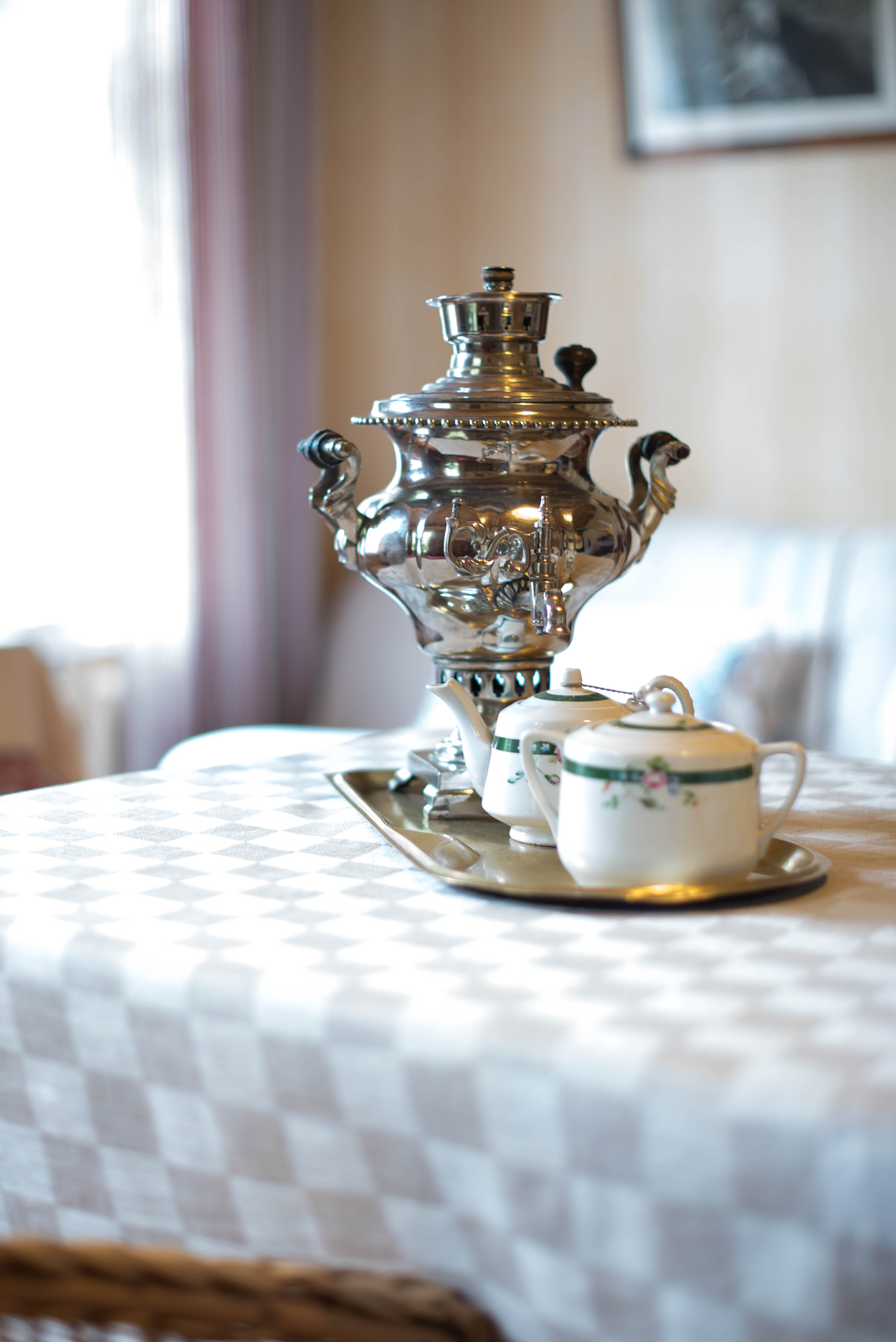
Самовар в столовой музея, 2017 год
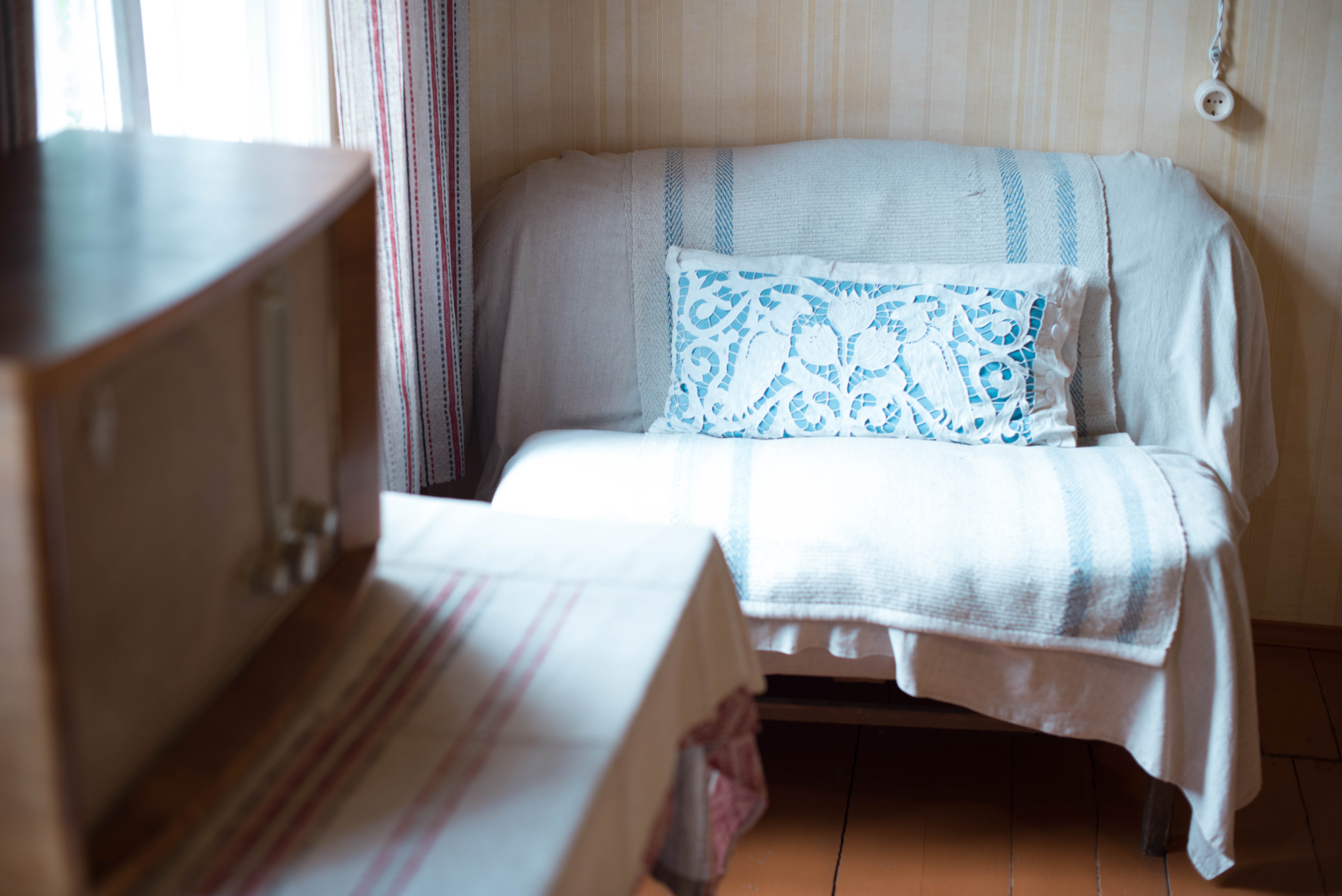
Столовая, 2017 год